# (9551) Kazi
Pour les articles homonymes, voir Kazi.
(9551) Kazi est un astéroïde de la ceinture principale aréocroiseur.

## Description
(9551) Kazi est un astéroïde aréocroiseur. Il présente une orbite caractérisée par un demi-grand axe de 2,63 UA, une excentricité de 0,42 et une inclinaison de 8,9° par rapport à l'écliptique.

## Compléments